# Університет штату Каліфорнія
Університет штату Каліфорнія (англ. California State University), Cal State — об'єднання каліфорнійських університетів:
- California Maritime Academy
- Університет політехнічний штату Каліфорнія, San Luis Obispo (Cal Poly, or Cal Poly SLO)
- Університет політехнічний штату Каліфорнія, Pomona (Cal Poly Pomona)
- Університет штату Каліфорнія в Bakersfield
- Університет штату Каліфорнія в Channel Islands
- Університет штату Каліфорнія в Chico
- Університет штату Каліфорнія в Dominguez Hills
- Університет штату Каліфорнія в East Bay
- Університет штату Каліфорнія в Fresno (Fresno State)
- Університет штату Каліфорнія в Fullerton
- Університет штату Каліфорнія в Long Beach (Long Beach State)
- Університет штату Каліфорнія в Los Angeles
- Університет штату Каліфорнія в Monterey Bay
- Університет штату Каліфорнія в Нортриджі[en]
- Університет штату Каліфорнія в Sacramento (Sacramento State)
- Університет штату Каліфорнія в San Bernardino
- Університет штату Каліфорнія в San Marcos
- Університет штату Каліфорнія в Stanislaus
- Університет штату Гумбольдт у Humboldt

- Університет штату Каліфорнія в Сан-Дієго (SDSU)
- Університет штату в Сан-Франциско
- Університет штату Каліфорнія в Сан-Хосе (SJSU)
- Університет штату Сонома, Sonoma